# Anet (Eure i Loir)
Anet és un municipi francès, situat al departament de l'Eure i Loir i a la regió de Centre – Vall del Loira. L'any 2007 tenia 2.626 habitants.

## Demografia

### Població
El 2007 la població de fet d'Anet era de 2.626 persones. Hi havia 1.100 famílies, de les quals 336 eren unipersonals (124 homes vivint sols i 212 dones vivint soles), 372 parelles sense fills, 336 parelles amb fills i 56 famílies monoparentals amb fills.
La població ha evolucionat segons el següent gràfic:
Habitants censats

### Habitatges
El 2007 hi havia 1.299 habitatges, 1.126 eren l'habitatge principal de la família, 82 eren segones residències i 91 estaven desocupats. 1.030 eren cases i 252 eren apartaments. Dels 1.126 habitatges principals, 753 estaven ocupats pels seus propietaris, 337 estaven llogats i ocupats pels llogaters i 36 estaven cedits a títol gratuït; 31 tenien una cambra, 121 en tenien dues, 206 en tenien tres, 256 en tenien quatre i 512 en tenien cinc o més. 830 habitatges disposaven pel capbaix d'una plaça de pàrquing. A 533 habitatges hi havia un automòbil i a 466 n'hi havia dos o més.

### Piràmide de població
La piràmide de població per edats i sexe el 2009 era:
| Homes | Edats   | Dones |
| ----- | ------- | ----- |
| 0     | 95 o +  | 12    |
| 6     | 90 a 94 | 21    |
| 30    | 85 a 89 | 45    |
| 17    | 80 a 84 | 33    |
| 46    | 75 a 79 | 99    |
| 83    | 70 a 74 | 96    |
| 59    | 65 a 69 | 59    |
| 66    | 60 a 64 | 53    |
| 65    | 55 a 59 | 78    |
| 123   | 50 a 54 | 115   |
| 106   | 45 a 49 | 111   |
| 79    | 40 a 44 | 68    |
| 61    | 35 a 39 | 85    |
| 65    | 30 a 34 | 75    |
| 75    | 25 a 29 | 90    |
| 83    | 20 a 24 | 60    |
| 88    | 15 a 19 | 78    |
| 97    | 10 a 14 | 99    |
| 76    | 5 a 9   | 62    |
| 68    | 0 a 4   | 46    |

## Economia
El 2007 la població en edat de treballar era de 1.622 persones, 1.183 eren actives i 439 eren inactives. De les 1.183 persones actives 1.089 estaven ocupades (569 homes i 520 dones) i 94 estaven aturades (42 homes i 52 dones). De les 439 persones inactives 176 estaven jubilades, 140 estaven estudiant i 123 estaven classificades com a «altres inactius».

### Ingressos
El 2009 a Anet hi havia 1.148 unitats fiscals que integraven 2.631,5 persones, la mediana anual d'ingressos fiscals per persona era de 20.539 €.

### Activitats econòmiques
Dels 180 establiments que hi havia el 2007, 1 era d'una empresa extractiva, 3 d'empreses alimentàries, 16 d'empreses de fabricació d'altres productes industrials, 17 d'empreses de construcció, 41 d'empreses de comerç i reparació d'automòbils, 8 d'empreses de transport, 10 d'empreses d'hostatgeria i restauració, 2 d'empreses d'informació i comunicació, 8 d'empreses financeres, 14 d'empreses immobiliàries, 30 d'empreses de serveis, 16 d'entitats de l'administració pública i 14 d'empreses classificades com a «altres activitats de serveis».
Dels 51 establiments de servei als particulars que hi havia el 2009, 1 era una oficina d'administració d'Hisenda pública, 1 gendarmeria, 1 oficina de correu, 4 oficines bancàries, 5 tallers de reparació d'automòbils i de material agrícola, 1 taller d'inspecció tècnica de vehicles, 1 autoescola, 2 paletes, 1 guixaire pintor, 3 fusteries, 4 lampisteries, 3 electricistes, 6 perruqueries, 1 veterinari, 6 restaurants, 9 agències immobiliàries, 1 tintoreria i 1 saló de bellesa.
Dels 19 establiments comercials que hi havia el 2009, 1 era un hipermercat, 1 un supermercat, 1 una botiga de més de 120 m², 3 fleques, 2 carnisseries, 1 una peixateria, 2 botigues de roba, 1 una sabateria, 1 una botiga de mobles, 1 una botiga de material de revestiment de parets i terra i 5 floristeries.
L'any 2000 a Anet hi havia 3 explotacions agrícoles que ocupaven un total de 618 hectàrees.

## Equipaments sanitaris i escolars
El 2009 hi havia 2 farmàcies i 2 ambulàncies.
El 2009 hi havia 2 escoles elementals. Anet disposava d'un col·legi d'educació secundària amb 492 alumnes.

## Personatges il·lustres
- Pascal Lainé (1942 -) escriptor i guionista, Premi Goncourt de l'any 1974.

## Poblacions més properes
El següent diagrama mostra les poblacions més properes.